# Brandbombe

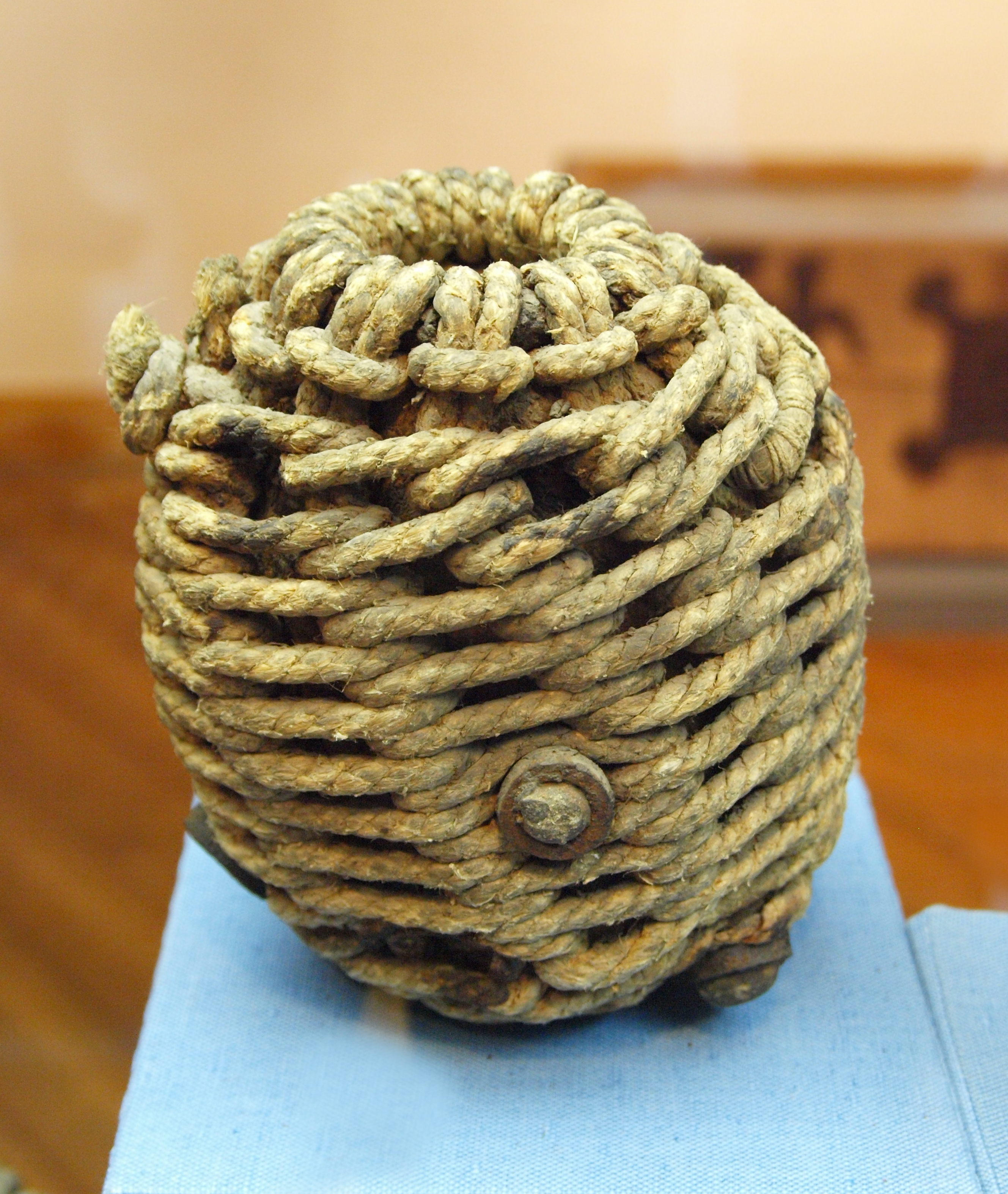
Nachbau eines Feuerballen aus dem 16./17. Jahrhundert

Als Brandbomben bezeichnet man Bomben, die überwiegend oder ausschließlich Brände entfachen sollen.
Brandbomben enthalten verschiedene, in der Regel schwer löschbare Brandmittel, die mit sehr hohen Temperaturen an der Aufschlagstelle abbrennen. Die Brandmittel werden mittels der Bomben beim Abwurf effektiv über eine möglichst große Fläche verteilt.
Als Brandwaffen sind Brandbomben seit Inkrafttreten der Konvention über bestimmte konventionelle Waffen im Jahr 1983 geächtet bzw. reglementiert.

## Geschichte
Brandwaffen werden vom Militär schon seit der Antike eingesetzt. Beispiele dafür sind das Griechische Feuer oder der Brandpfeil. Später wurden auch Brandsätze entwickelt, die von Hand geworfen oder von der Artillerie verschossen werden konnte, wie etwa der Brandballen oder die Karkasse. Der Begriff Brandbombe wird heutzutage jedoch vor allem für solche Brandwaffen verwendet, die aus Luftfahrzeugen abgeworfen werden.

### Erster Weltkrieg
Im Ersten Weltkrieg wurden Brandbomben um 1916 vor allem von deutschen Luftschiffen (später auch von Riesenflugzeugen) über London und anderen Städten in Südengland abgeworfen. Der erste Typ enthielt eine Mischung aus Petroleum und Öl und war mit einem teergetränkten Seil umwickelt, das auch als Docht dienen sollte. Später wurden auch noch andere Typen entwickelt, auch von den Briten. Die tatsächliche Bedeutung der Brandbomben blieb jedoch gering.

### Zwischenkriegszeit
Im September 1920 führte der United States Army Air Service unter der Leitung von Billy Mitchell zu Testzwecken Luftangriffe auf das ausgemusterte Schlachtschiff USS Alabama durch. Dabei kamen verschiedene Bombenarten zum Einsatz, darunter auch Phosphorbomben.
Beim Luftangriff auf Guernica am 26. April 1937 im Rahmen des Spanischen Bürgerkrieges bestand etwa ein Drittel der abgeworfenen Bomben aus Ein-Kilogramm-Stabbrandbomben.

### Zweiter Weltkrieg
Beim Luftkrieg im Zweiten Weltkrieg spielten Brandbomben eine wichtige Rolle. Vor allem bei Angriffen auf Städte wurde sowohl von deutscher als auch von alliierter Seite fast immer eine Mischung aus Spreng- und Brandbomben abgeworfen. Dabei steigerte sich der prozentuale Anteil von Brandbomben im Laufe des Krieges immer mehr.

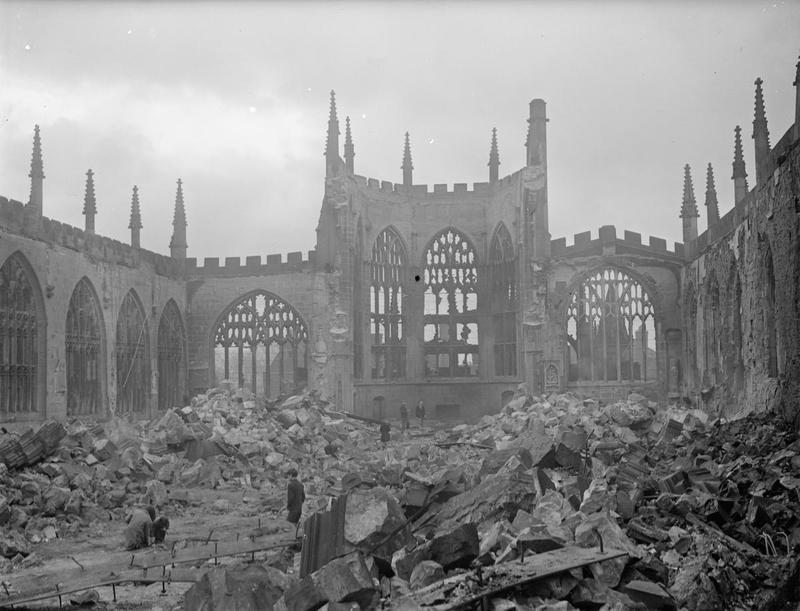
Durch Brandbomben zerstörte Kathedrale von Coventry

Mit mehr als 80 Millionen Stück war der britische Typ „INC 4 LB“ (incendiary 4 Pfund), eine Elektron-Thermit-Stabbrandbombe von 1,7 kg Gewicht, die am häufigsten im Luftkrieg gegen Deutschland eingesetzte Brandwaffe. Spätere Ausführungen enthielten eine Zerlegerladung aus Schwarzpulver, die nach einiger Zeit explodierte. Sie sollte in erster Linie die Brandbekämpfung erschweren, während die unmittelbare Wirkung der Explosion auf die Bausubstanz gering war. Vergleichbare Typen waren die US-amerikanische AN-M50 oder die geringfügig kleinere deutsche B 1 E.
Die Briten bombardierten in der Operation Razzle 1940 auch mit 5 × 5 cm großen Zelluloidplatten, die in einem mittigen 1,5 cm Loch ein Stück Gaze trugen, auf der eine kleine Menge feuchten weißen Phosphors angebracht war. Dieser sollte nach dem Trocknen zeitverzögert das Zelluloid in Brand setzen. Diese Waffe war vornehmlich für den Einsatz gegen Getreidefelder vorgesehen und hatte wegen der Selbstgefährdung der Bomberbesatzungen keine besondere Bedeutung.
Im späteren Verlauf des Krieges kam auch Napalm zum Einsatz. Dabei handelt es sich um verdicktes Benzin, das als stark klebrige Masse am getroffenen Objekt haftet und so die Brandwirkung deutlich erhöht. Dabei wurde Napalm sowohl in kleineren Streubomben wie der AN-M69 (2,81 kg) oder der AN-M74 (3,86 kg) verwendet als auch in größeren Bomben wie der AN-M47 (31–45 kg) oder der AN-M76 (214,6 kg). Diese größeren Bomben wurden nicht nur gegen Flächenziele eingesetzt, sondern auch von Tieffliegern gegen Truppenansammlungen und andere Punktziele.
Im Pazifikkrieg vernichteten die USAAF ganze Großstädte in Japan. Dabei war der prozentuale Anteil von Brandbomben sogar noch größer als in Europa, da die japanischen Häuser oft sehr leicht gebaut waren und nicht erst durch Sprengbomben aufgerissen werden mussten. Insbesondere die Brandbombenabwürfe auf Tokio am 9. März 1945 gelten mit mindestens 80.000 Opfern als tödlichster und zerstörerischster Luftangriff des Zweiten Weltkriegs.
Japan griff seinerseits die USA mit Ballonbomben an, wobei sowohl Spreng- als auch Brandbomben zum Einsatz kamen. Diese Angriffe hatten allerdings nur eine sehr geringe Wirkung.

### Nach dem Zweiten Weltkrieg
Auch nach dem Zweiten Weltkrieg kamen Brandbomben in zahlreichen Kriegen zum Einsatz. So flog die US Air Force vor allem in der zweiten Hälfte des Koreakrieges schwere Angriffe auf nordkoreanische Städte, auch unter Anwendung von Brandbomben. Bekannter ist jedoch vor allem der massive Einsatz von Phosphor- und Napalmbomben durch die US-Streitkräfte im Vietnamkrieg.
Auch die Bundeswehr wurde mit Napalmbomben ausgestattet, die hier offiziell Feuerbombe (FeuBo) genannt wurden.
Die US-Streitkräfte haben heute noch Brandbomben des Typs Mark 77 im Arsenal. Sie wurden unter anderem im Zweiten Golfkrieges und im Irakkrieg eingesetzt.

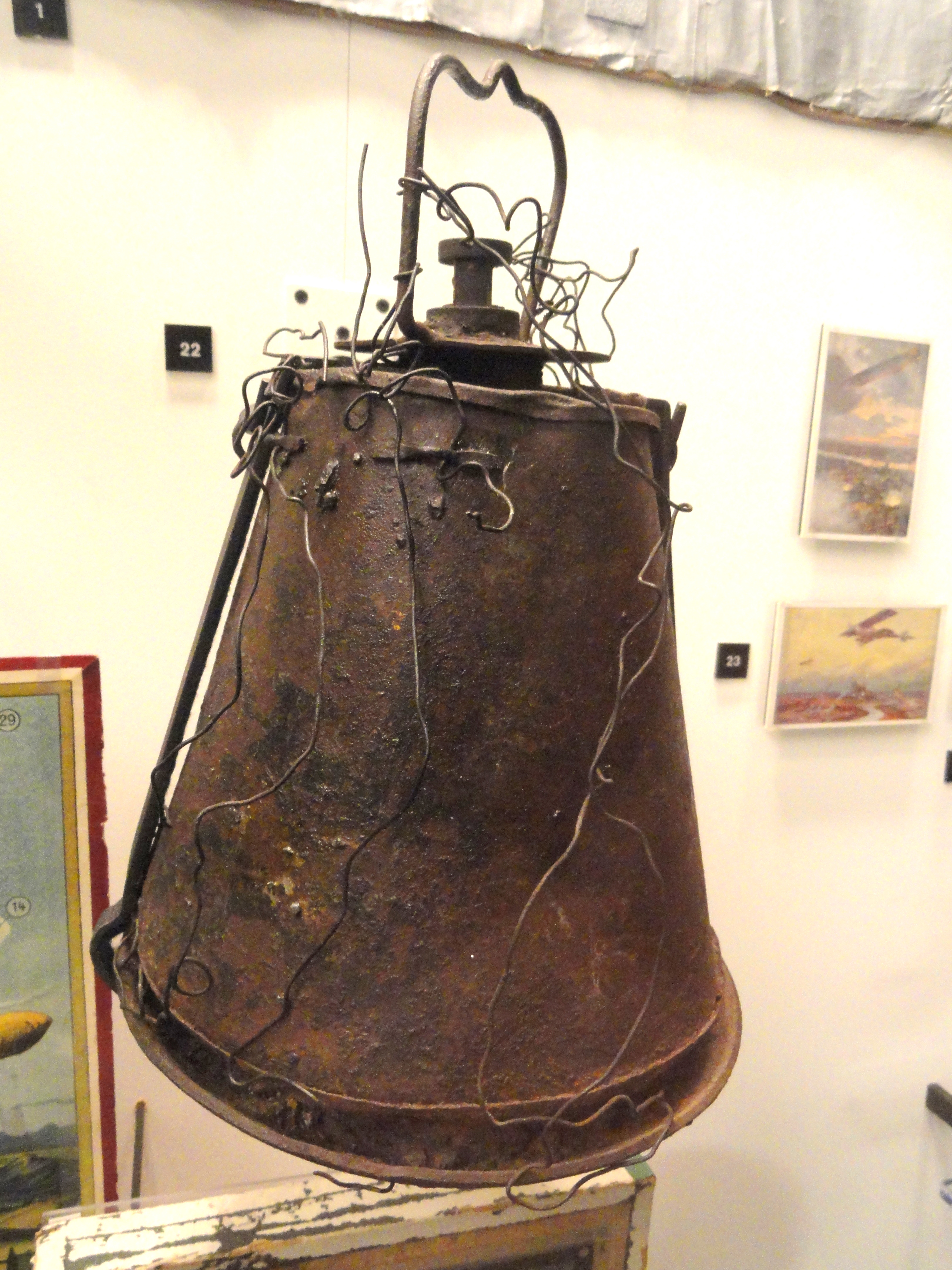
Deutsche Thermit‑Brandbombe aus dem Ersten Weltkrieg
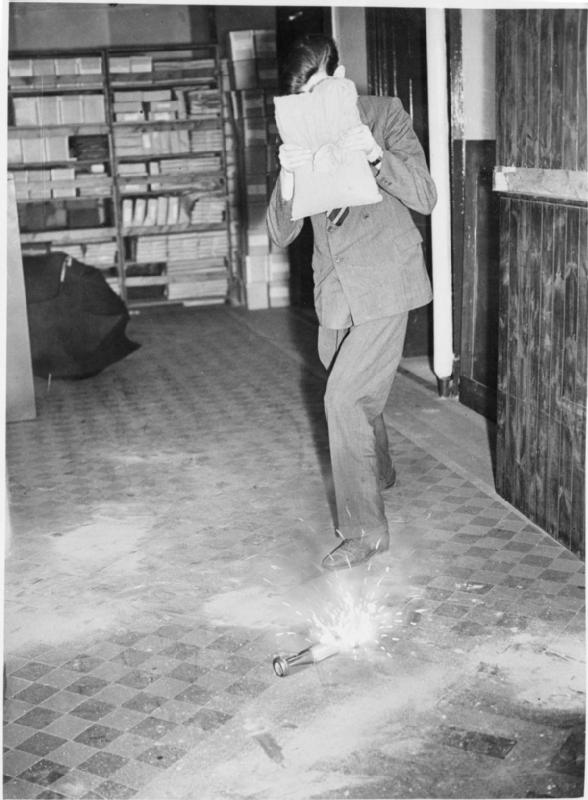
Eine brennende deutsche 1‑kg‑Stabbrandbombe kann mit Hilfe eines Sandsacks erstickt werden
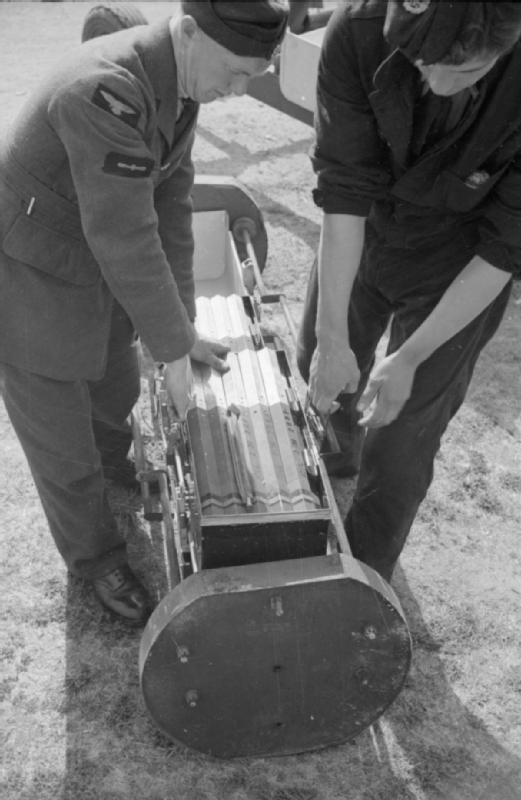
Vorbereitung eines Abwurfbehälters für 2‑kg‑Stabbrandbomben im Zweiten Weltkrieg
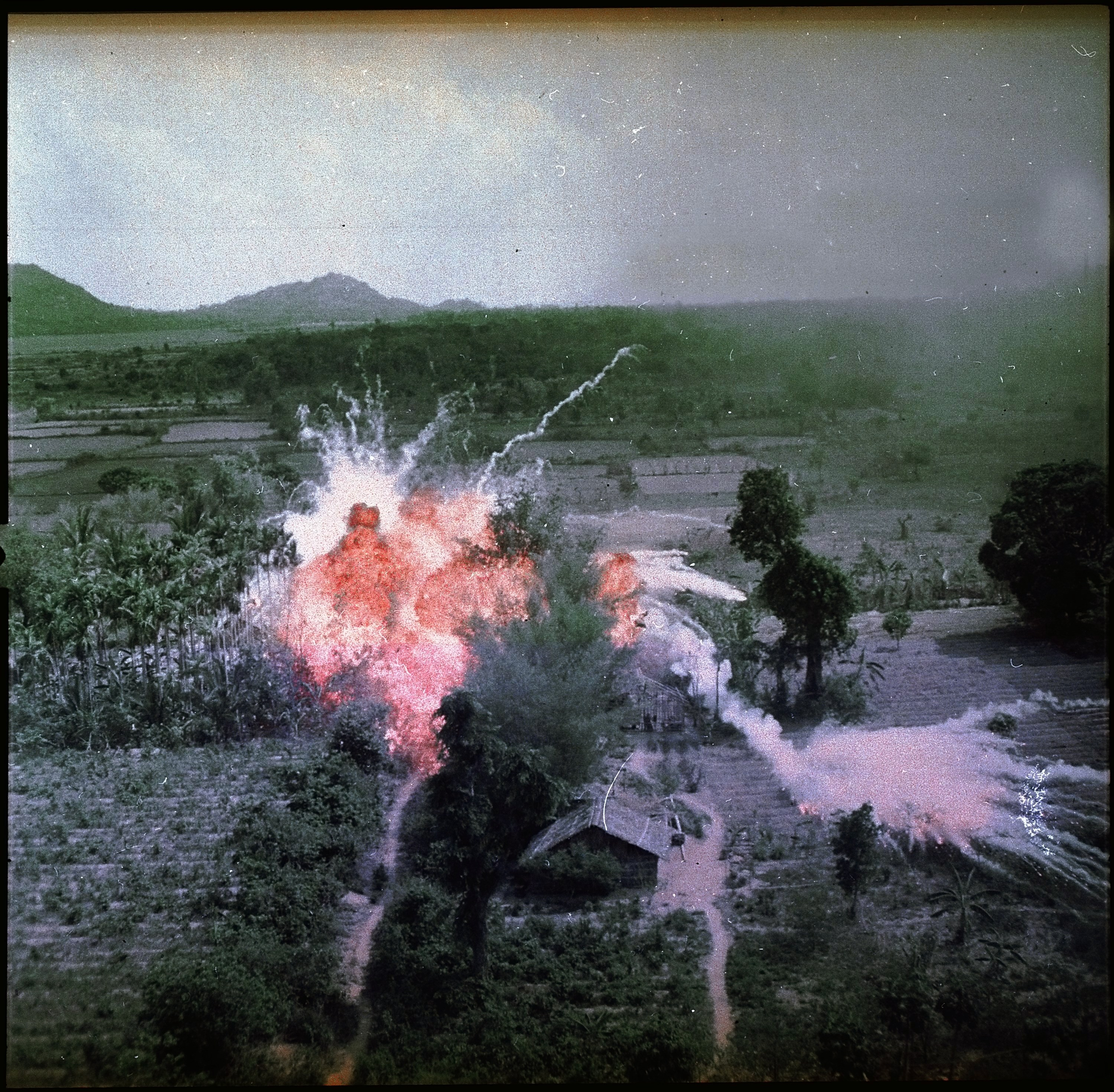
US-amerikanischer Napalm-Angriff im Vietnamkrieg

## Einsatzweise und Wirkung bei Angriffen gegen Städte
Der Vorteil von Brandbomben aus der Sicht des Angreifers ist es, dass die Wirkung auf die Umgebung nicht auf den Moment unmittelbar nach dem Einschlag beschränkt ist. Vielmehr breitet sich das Feuer, einmal entzündet, immer weiter aus und richtet somit immer mehr Schaden an. Voraussetzung ist, dass es nicht vorher gelöscht wird. Daher wurden Brandbomben meist in solchen Mengen abgeworfen, dass die Feuerwehr nicht mehr in der Lage war, alle Brände rechtzeitig zu löschen.
Bei typischen Luftangriffen auf Städte wurden zuerst schwere Sprengbomben und Luftminen abgeworfen, die durch ihre Druckwelle die Dächer der Häuser abdecken und Fenster zerstören, Wasserleitungen unterbrechen sowie die Straßen für die Feuerwehr unpassierbar machen sollten. Kleine Brandbomben, die anschließend flächendeckend abgeworfen wurden, konnten so ungehindert in diese Häuser einschlagen, Dachstühle in Brand setzen, Holzdecken durchschlagen und Flächenbrände auslösen.
Zu Beginn der britischen Luftangriffe auf deutsche Städte im Rahmen der Area Bombing Directive des britischen Luftfahrtministeriums vom 14. Februar 1942 wurden die Ziele unter anderem auch danach ausgewählt, wie gut sie voraussichtlich brennen würden. Dies führte zu den ersten Luftangriffen auf Lübeck am 29. März 1942 und auf Rostock. Beim Angriff auf Lübeck bestand bereits zwei Drittel der Bombenlast aus Brandbomben.
In zahlreichen Fällen erreichten die Brände eine solche Intensität, dass es zu einem Feuersturm kam. Die hohen Temperaturen verursachten eine extreme Thermik der Brandgase. Dabei wurde durch die aufsteigende heiße Luft dicht über dem Boden ein solcher Sog erzeugt, dass die in Richtung des Brandzentrums nachströmende frische Luft Orkanstärke erreichte. Die Zufuhr frischer Luft fachte das Feuer außerdem weiter an. Große Feuerstürme entstanden etwa bei der „Operation Gomorrha“ gegen Hamburg im Sommer 1943 oder bei den Luftangriffen auf Dresden im Februar 1945.

## Form und Brandmittel
Es kann unterschieden werden zwischen kleinen Brandbomben von wenigen Kilogramm Masse mit festen Brandmitteln (meistens auf Magnesiumbasis) oder auch mit flüssiger Füllung (z. B. Napalm), die in großer Zahl abgeworfen werden, und größeren, die meist flüssige Brandmittel enthalten. Bomben mit flüssigen Brandmitteln können beim Aufschlag einfach zerplatzen oder durch kleine Sprengladungen aufgerissen werden, oder der Brennstoff wird durch einen pyrotechnischen Satz aus der Bombe geschleudert und in der Umgebung verteilt.
Beispiele für verschiedene Brandmittel sind:
- Elektron-Thermit-Stabbrandbombe mit Thermit als Anzündladung (die Elektron-Legierung verbrennt danach mit dem Sauerstoff der Luft)
- Flammstrahlbombe mit Thermit als Anzündladung und Benzin mit Sauerstoff unter Druck überschichtet (Benzin wird aus Sprühdüse herausgepresst und am Thermit entzündet)
- Phosphorbombe mit weißem Phosphor (weißer Phosphor ist pyrophor, d. h. bei Kontakt mit Luft selbstentzündend)
- Zirconium/Uran/Magnesium/Aluminium
- Napalm (Polystyrol-Verdicker, Benzol, Benzin)

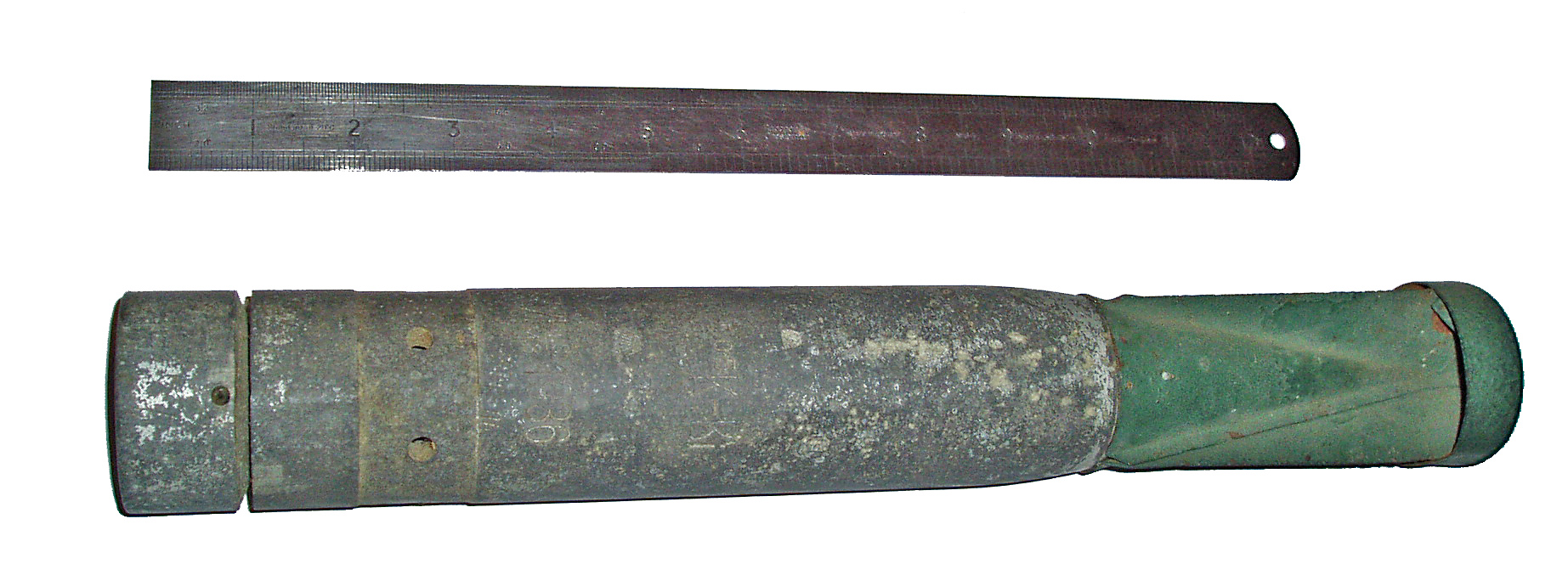
Deutsche 1-kg-Stabbrandbombe aus dem Zweiten Weltkrieg
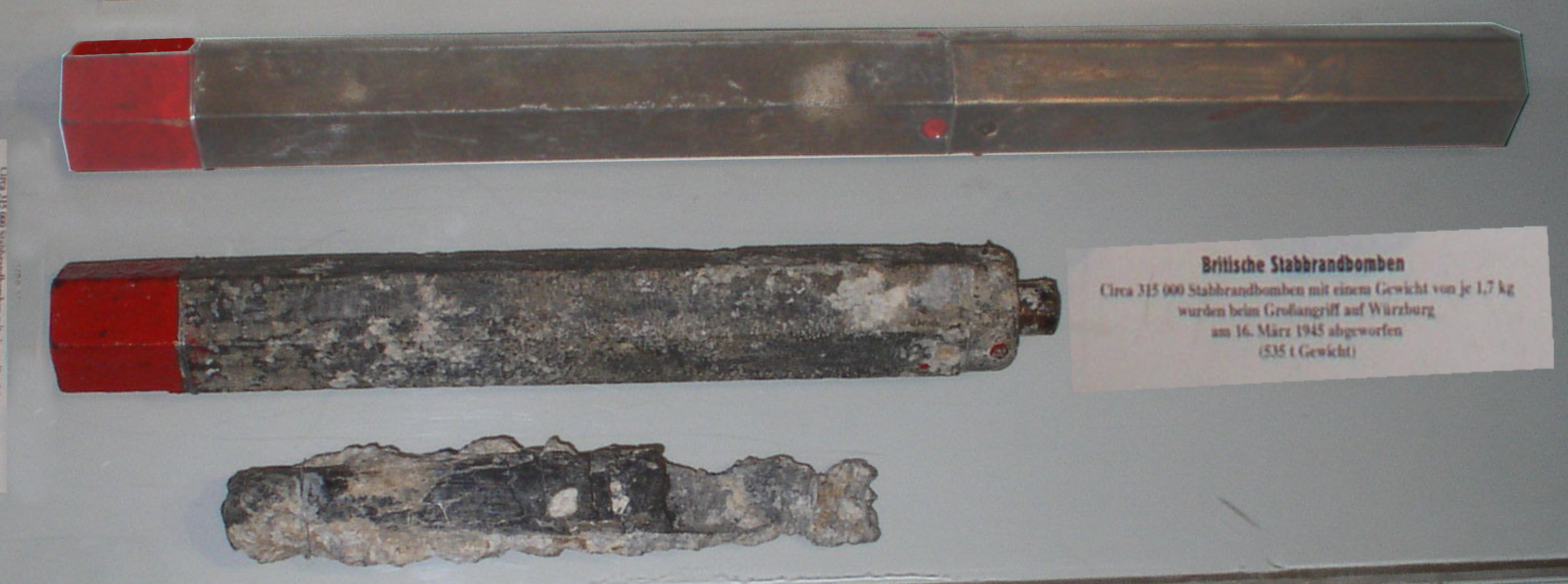
Britische 2-kg-Stabbrandbombe (INC 4 lb) aus dem Zweiten Weltkrieg
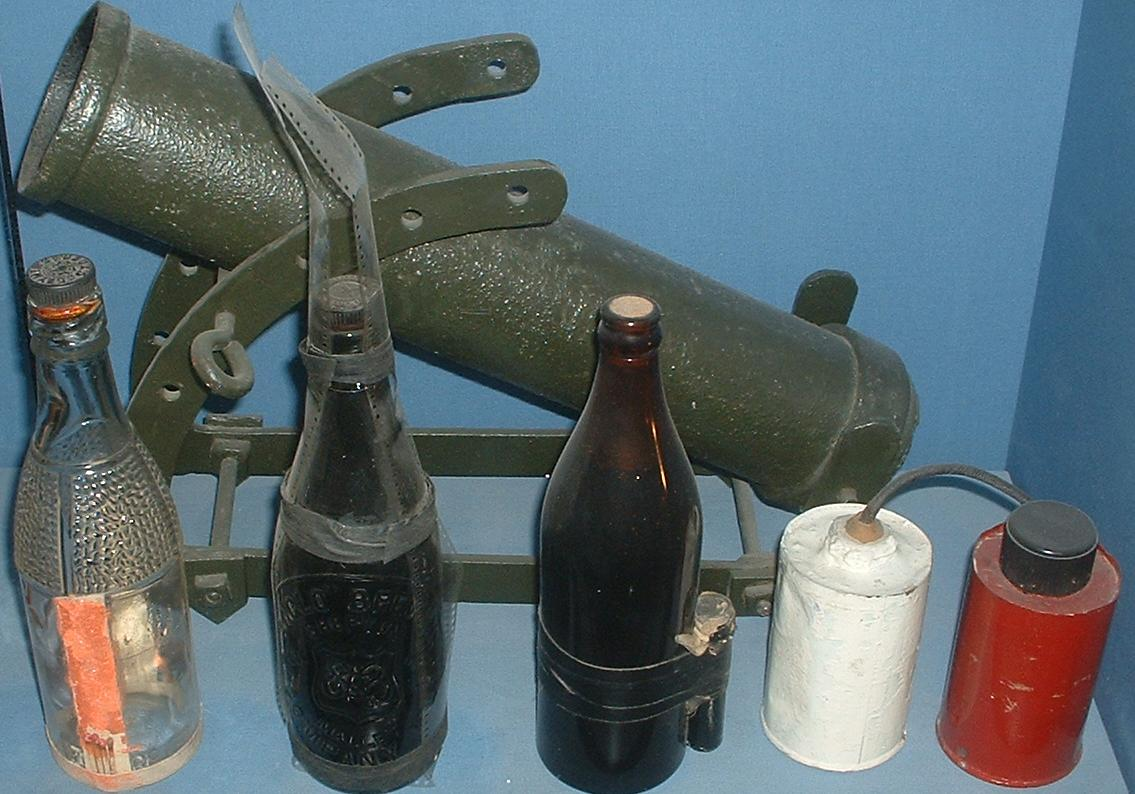
Diverse Brandbomben nach Art eines Molotowcocktails